# Craterellus tubaeformis
Craterellus tubaeformis (Elias Magnus Fries, 1821 ex Lucien Quélet, 1888), sin. Cantharellus tubaeformis (Elias Magnus Fries 1821), care coabitează, fiind un simbiont micoriza (formează micorize pe rădăcinile arborilor), este cunoscut în România sub numele trompeta căprioarei sau gălbiori iernatici, fiind o ciupercă comestibilă din încrengătura Basidiomycota, în familia Cantharellaceae și de genul Craterellus. Această specie este răspândită în România, Basarabia și Bucovina de Nord, crescând în grupuri mari, adesea în mase, dezvoltându-se, mereu pe sol mai mult sau mai puțin acru și aproape mereu bine ascunsă sub frunziș, în păduri de foioase (mai ales sub fagi, ori stejari), dar de asemenea în cele de conifere (acolo preferat sub molizi sau brazi), de la câmpie la munte. Câțiva bureți ai genului se pot găsi deja în iulie și august, dar sezonul important al apariției este toamna, din septembrie până târziu în noiembrie, și dacă temperatura nu scade sub zero grade, de asemenea în decembrie.

## Descriere

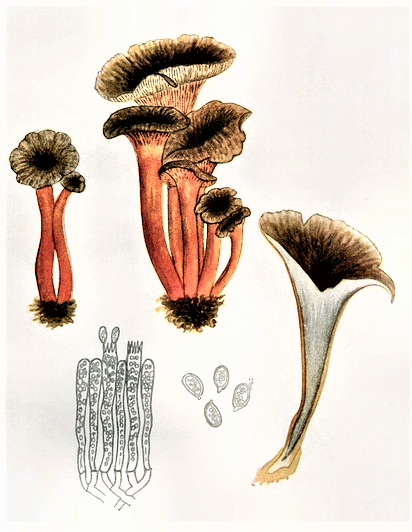
Bres.: C. tubiformis

- Pălăria: are un diametru de 2–6 cm, este elastică, în tinerețe boltită cu margini regulate răsfrânte în jos precum cu un mic buric la mijloc, iar la maturitate ia forma unei pâlnii tare adâncite și străpunse în centru, cu margini ușor ondulate neregulat. Cuticula este netedă, câteodată fin flocoasă, brăzdată grosolan concentric precum nelucioasă. Culoarea variază între gri-brun închis și gri-gălbui, fiind la vreme uscată mai deschisă, ca de carton.
- Himenoforul: nu are lamele ci pseudo-lamele (stinghii), ca niște cute decurente, ieșite în afară, bifurcate și grosolane care stau destul de distanțate, adesea ramificate în jos spre picior. Coloritul este gri-brun până galben murdar, la bătrânețe brumat albicios, pricinuit pulberea sporilor.
- Piciorul:  are o înălțime de 3–7 (10) cm și o grosime de 0,7–1,2 cm, este turtit, repede gol pe interior, fiind în partea de sus gri-gălbui până galben-portocaliu, iar la bază galben, dar aproape mereu mai deschis spre pălărie. Tulpina bătătoare la ochi este aproape mereu ascunsă sub frunziș. Culegătorul care însă a descoperit o ciupercă al soiului, poate să fie convins, că va găsii multe exemplare în apropierea nemijlocită.
- Carnea: este tare, fibroasă, în mod general de culoare albicioasă, cu un gust ușor piperat, mai puternic ca la gălbiori, dar plăcut.[6] și un miros slab, aproape imperceptibil de pădure. Aproape niciodată este năpădită de viermi.[3][4][5]
- Caracteristici microscopice: Sporii sunt elipsoidali și apiculați, pal gălbui-albicioși cu o mărime de 9-11 x 7-8 microni. Pulberea lor albă apare în mase. Basidiile cu 4 sterigme fiecare sunt clavate, măsurând 60-90 x 8-10 microni. Cistidele (elemente sterile situate în stratul himenal sau printre celulele din pielița pălăriei și a piciorului, probabil cu rol de excreție) asemănătoare în aspect sunt mai mici și rotunjite la vârf.[7]

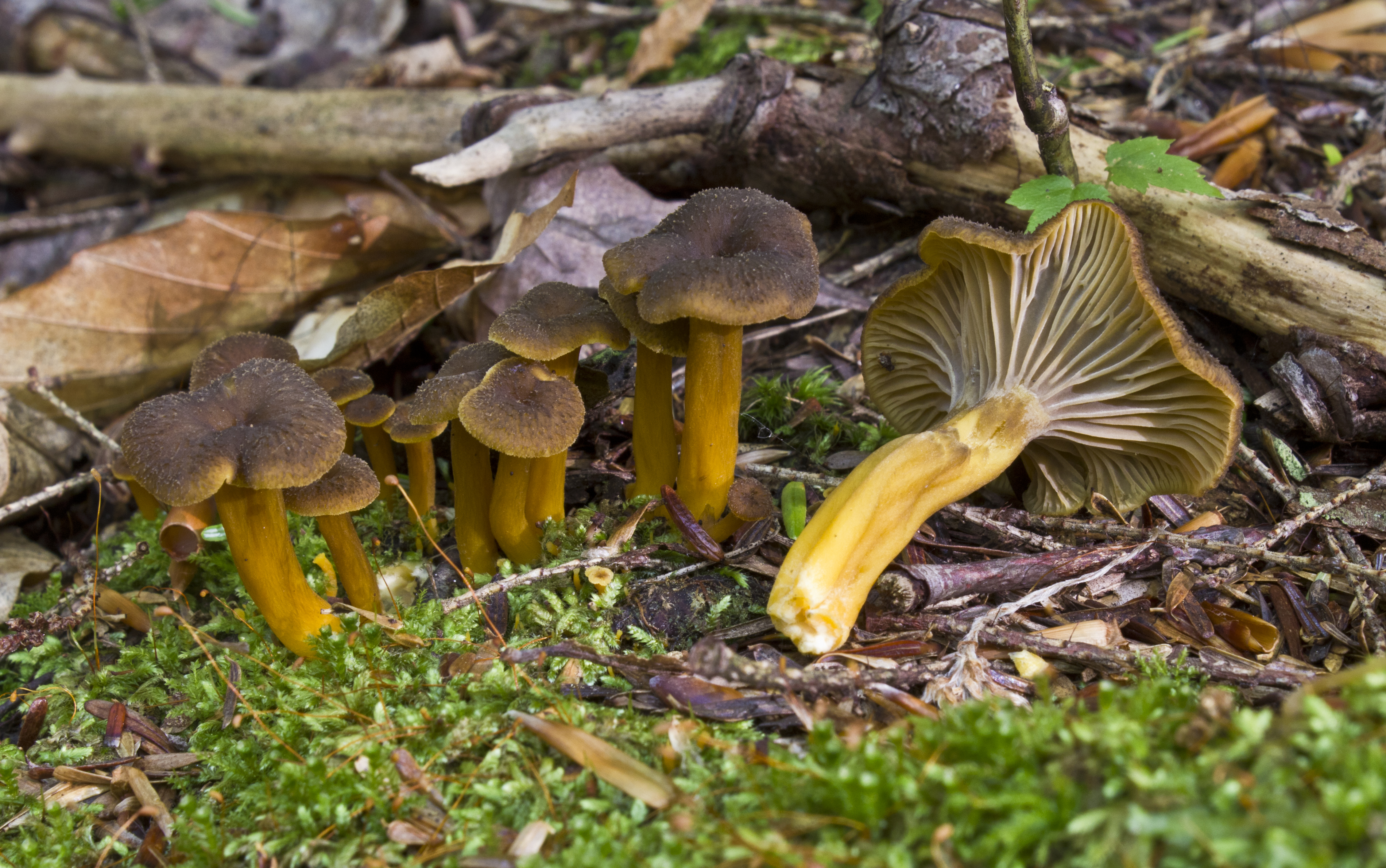
C. tubaeformis tineri
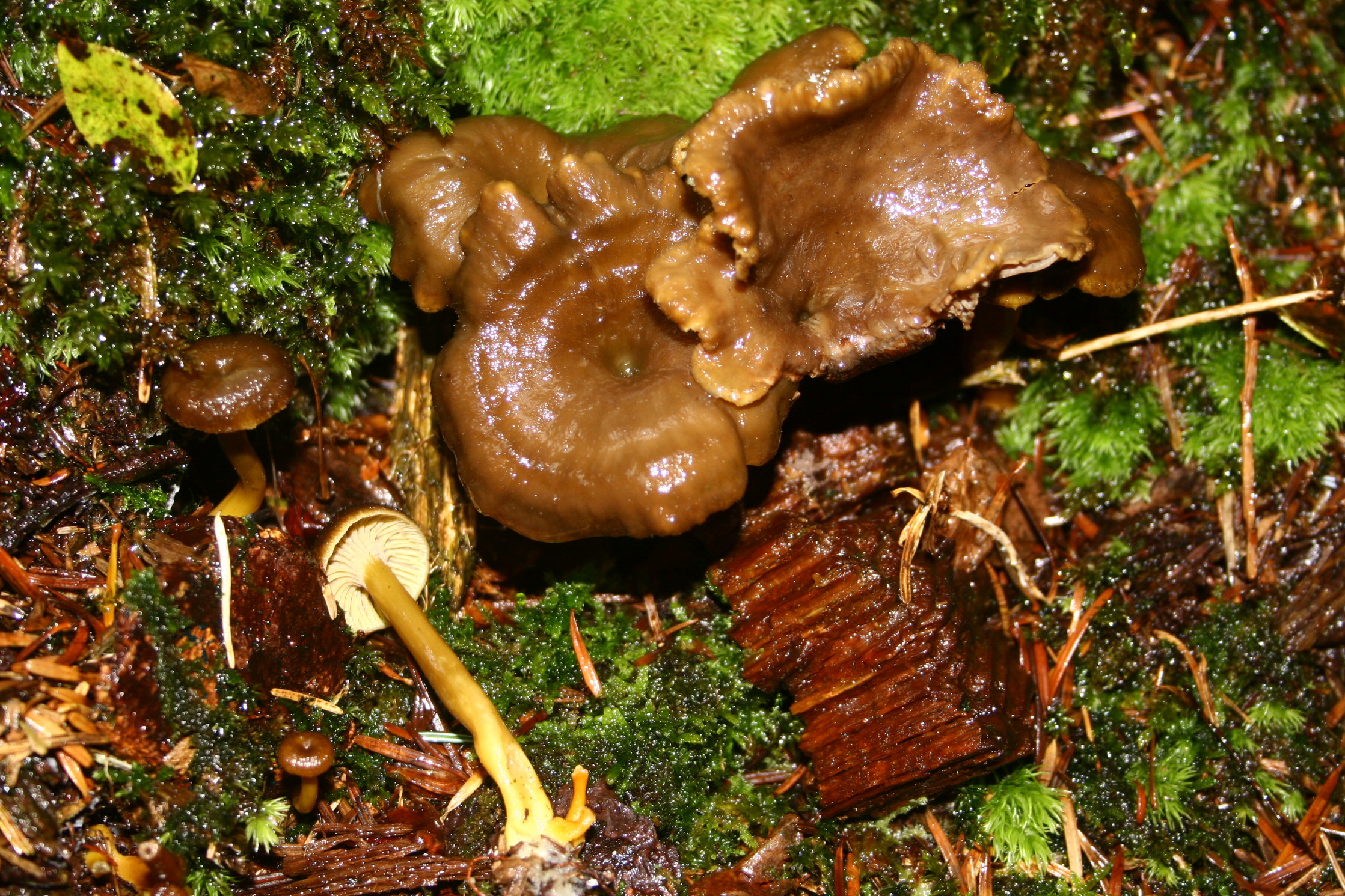
C. tubaeformis bătrâni
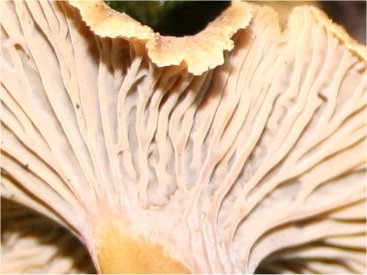
C. tubaeformis, stinghii
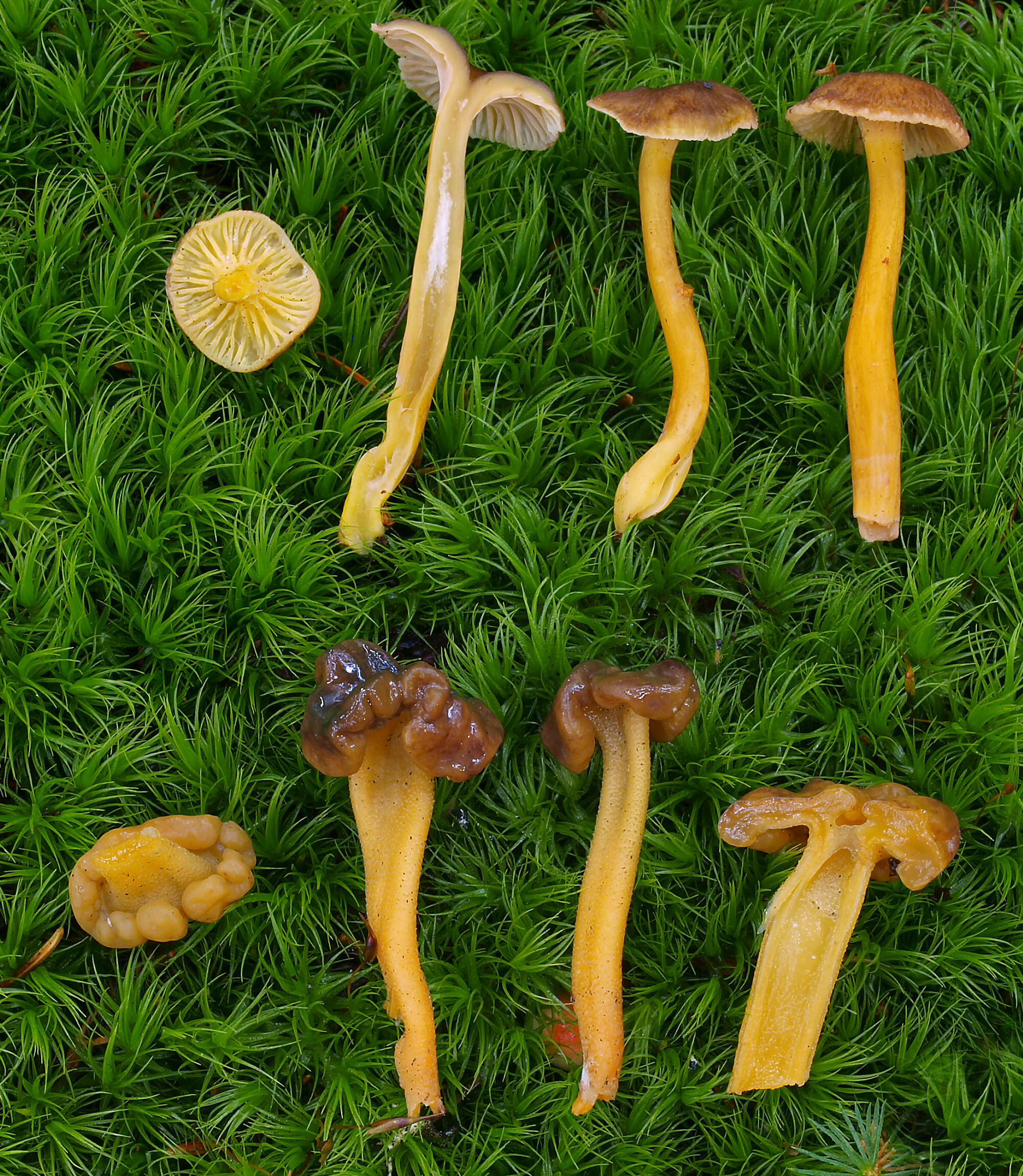
C. tubaeformis, picior
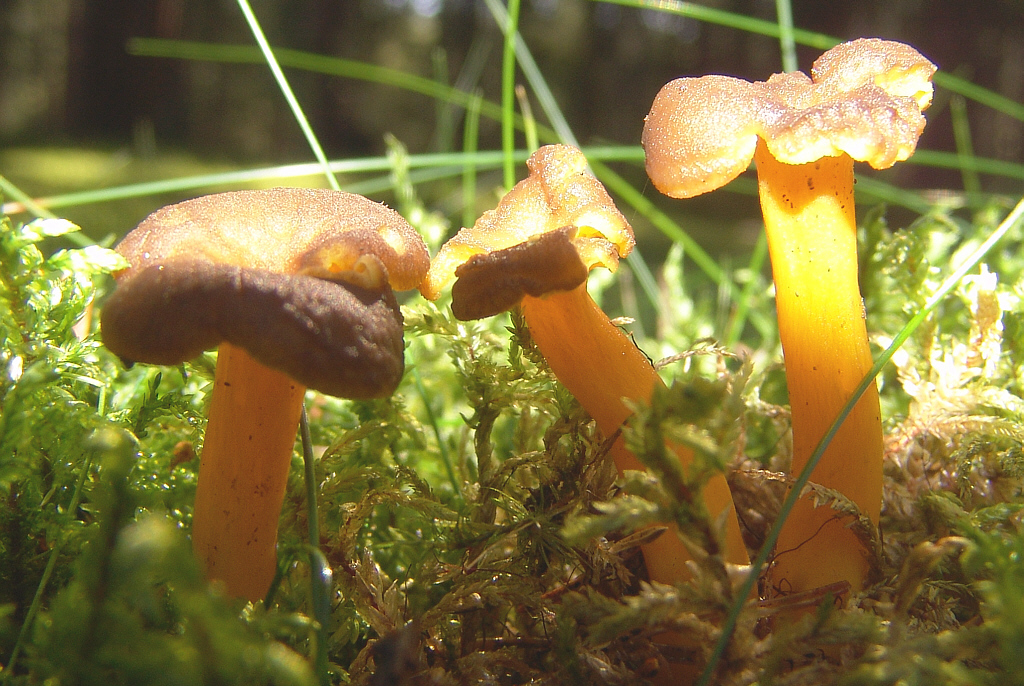
C. tubaeformis mai deschiși

## Confuzii
Craterellus tubaeformis poate fi confundat în primul rând cu specii de același gen ca de exemplu cu Cantharellus amethysteus, Cantharellus ferruginascens, Cantharellus ianthinoxanthus, Craterellus lutescens sin. Cantharellus lutescens (crește și împreună cu trompeta căprioarei în același loc, are un miros fructuos puternic), Cantharellus pallens,Cantharellus melanoxeros sin.Craterellus melanoxeros (foarte gustos), Craterellus sinuosus, sin. Pseudocraterellus undulatus sau cu exemplare mai închise ale lui Cantharellus cibarius sau Cantharellus friesii, Cantharellus melanoxeros sin.Craterellus melanoxeros (foarte gustos),  cu  mai departe cu Hygrocybe aurantiosplendens,, Hygrocybe quieta,, Hygrophoropsis aurantiaca cu toate comestibile, dar și cu una din speciile otrăvitoare al genului Cortinarius, cum ar fi Cortinarius orellanus (Cortinara de munte) sau Cortinarius rubellus (pălărie ucigașă), ambele fiind letale.

## Specii asemănătoare în imagini

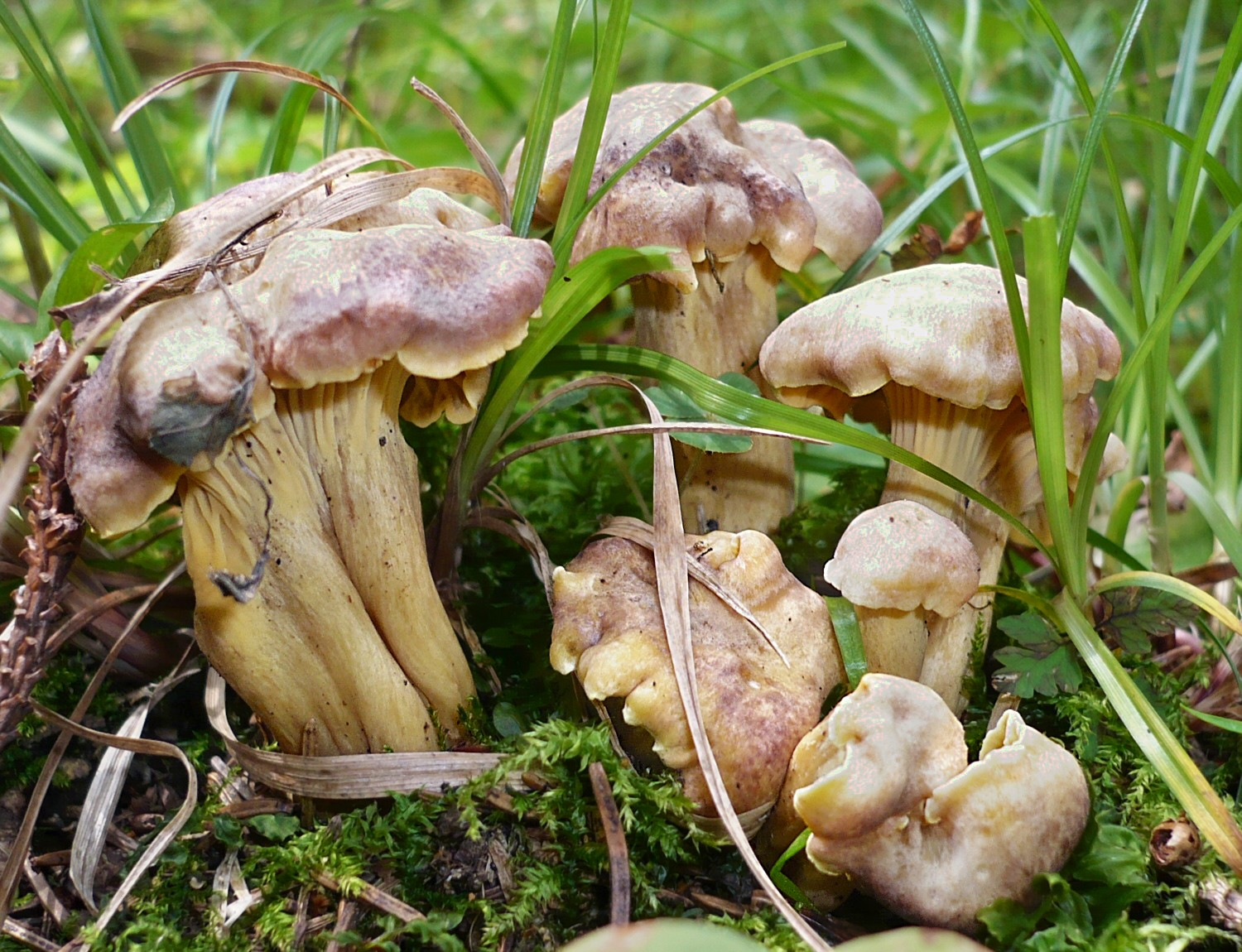
Cantharellus amethysteus
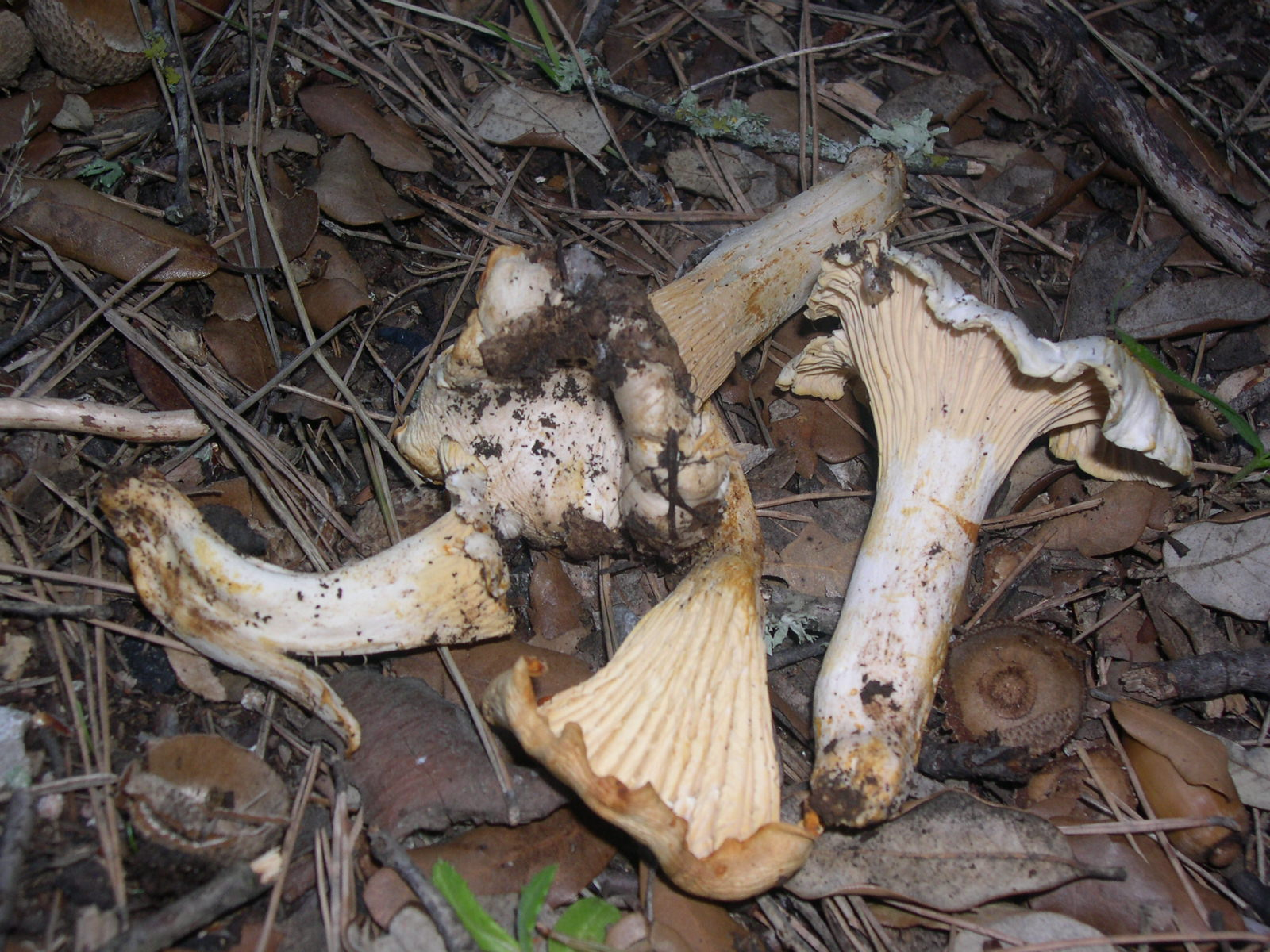
Cantharellus cibarius
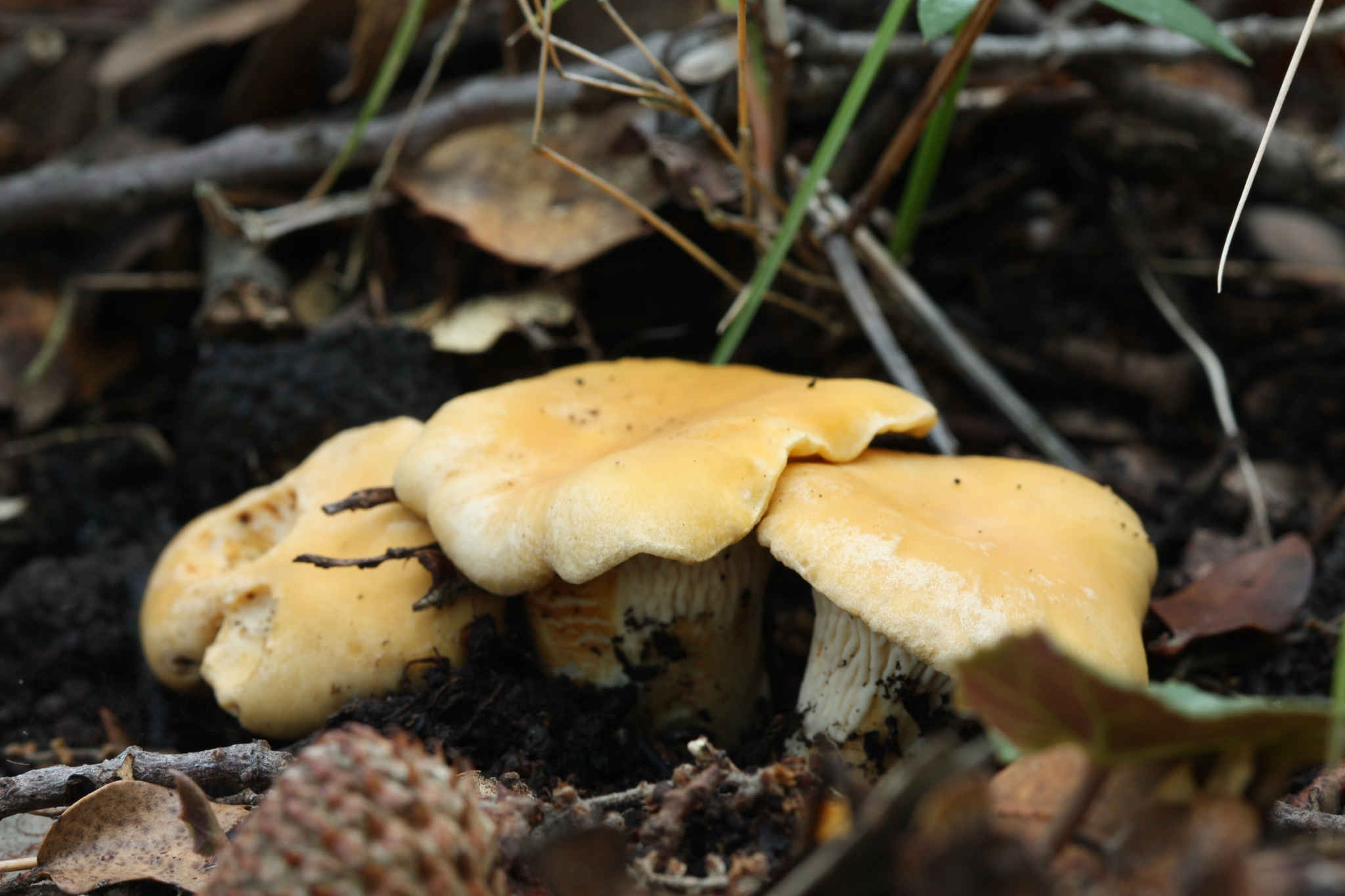
Cantharellus ferruginascens
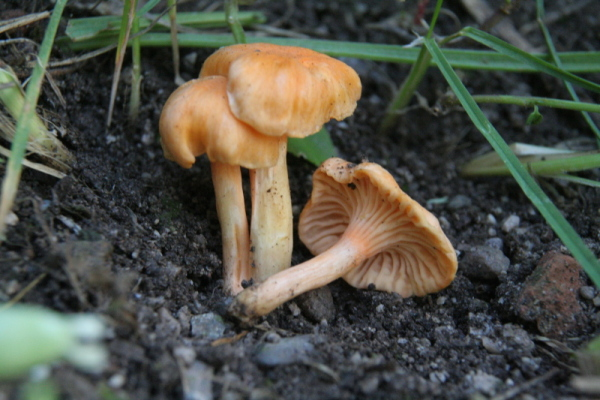
Cantharellus friesii
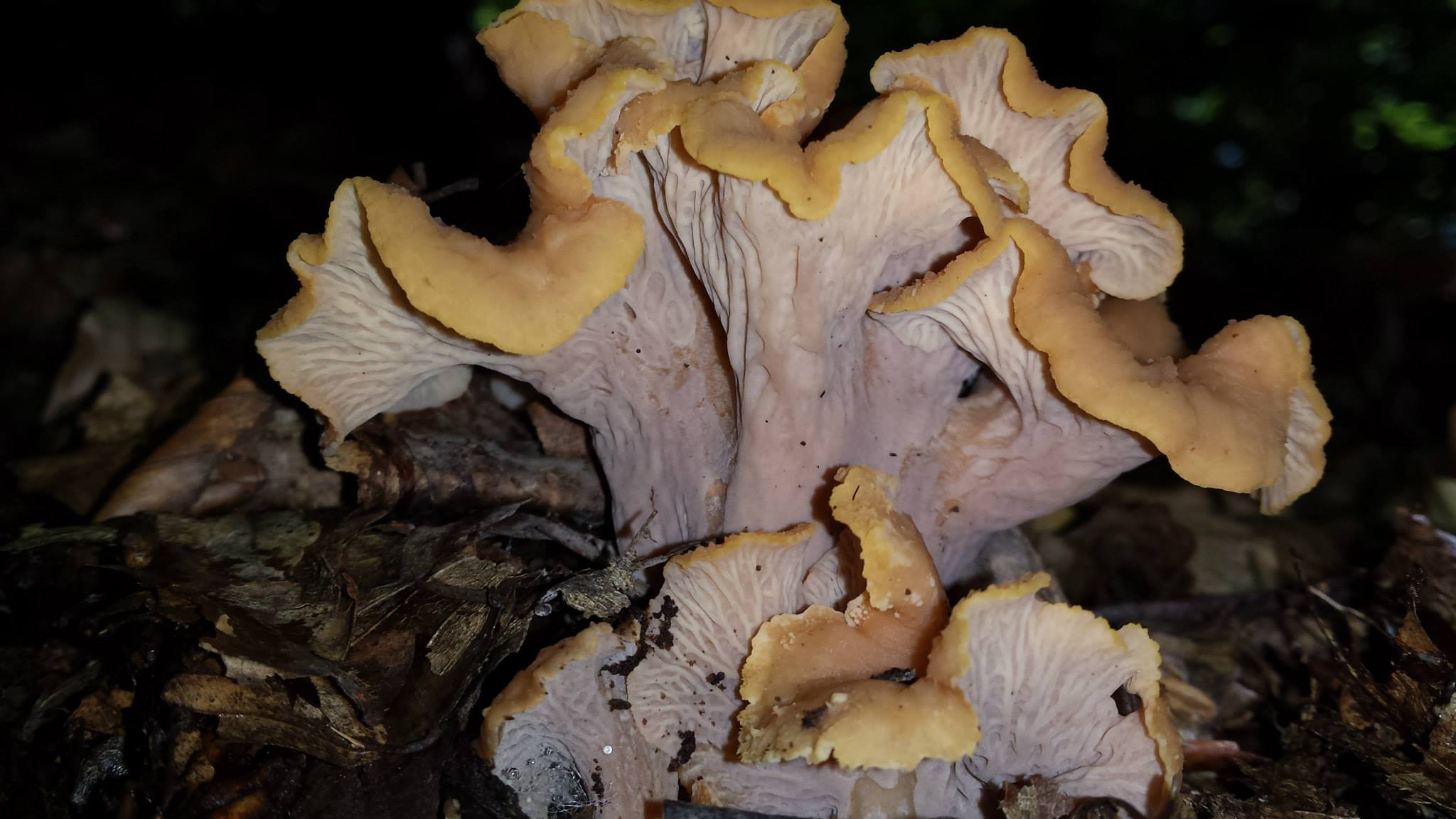
Cantharellus ianthinoxanthus

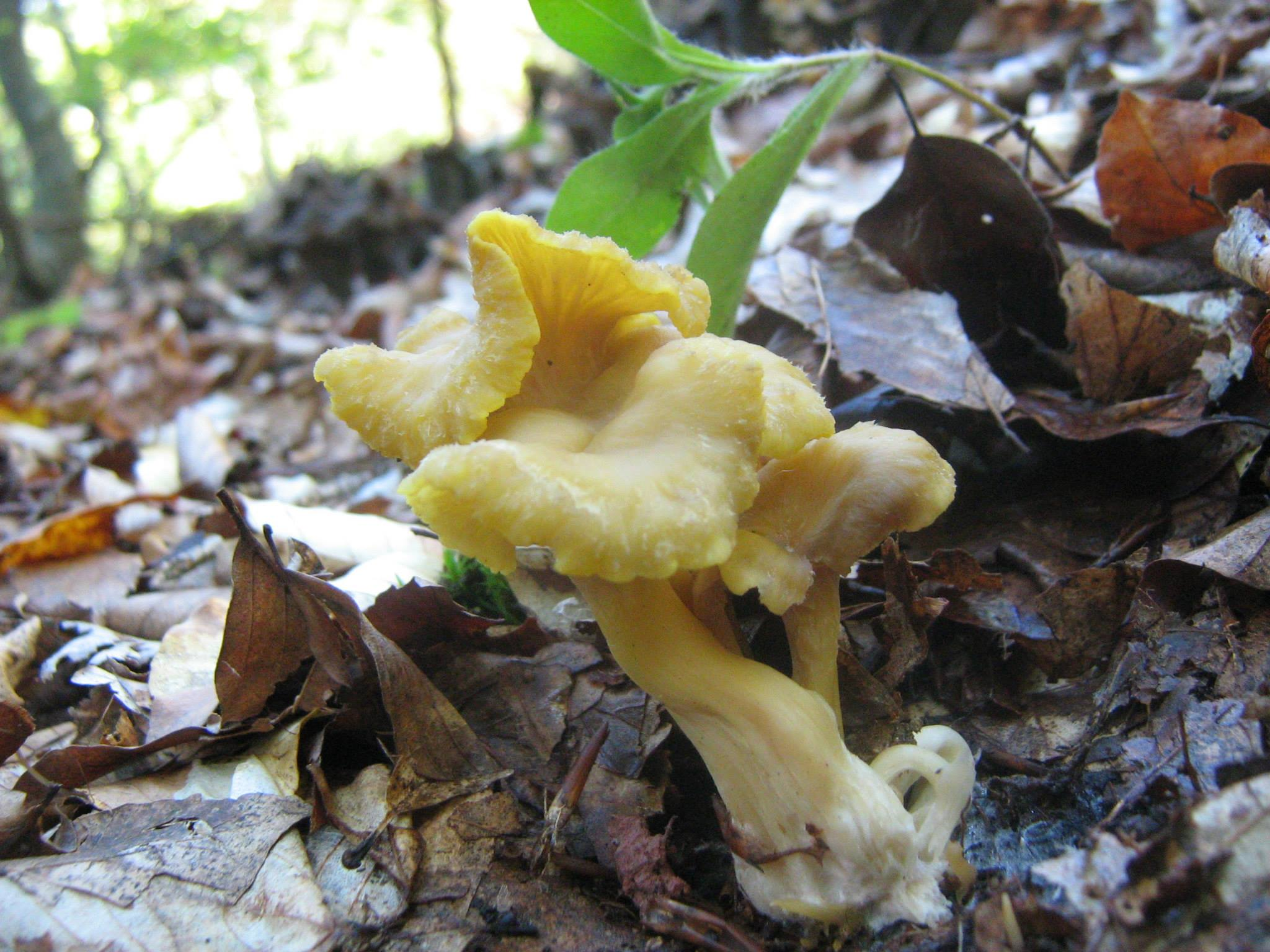
Cantharellus melanoxeros
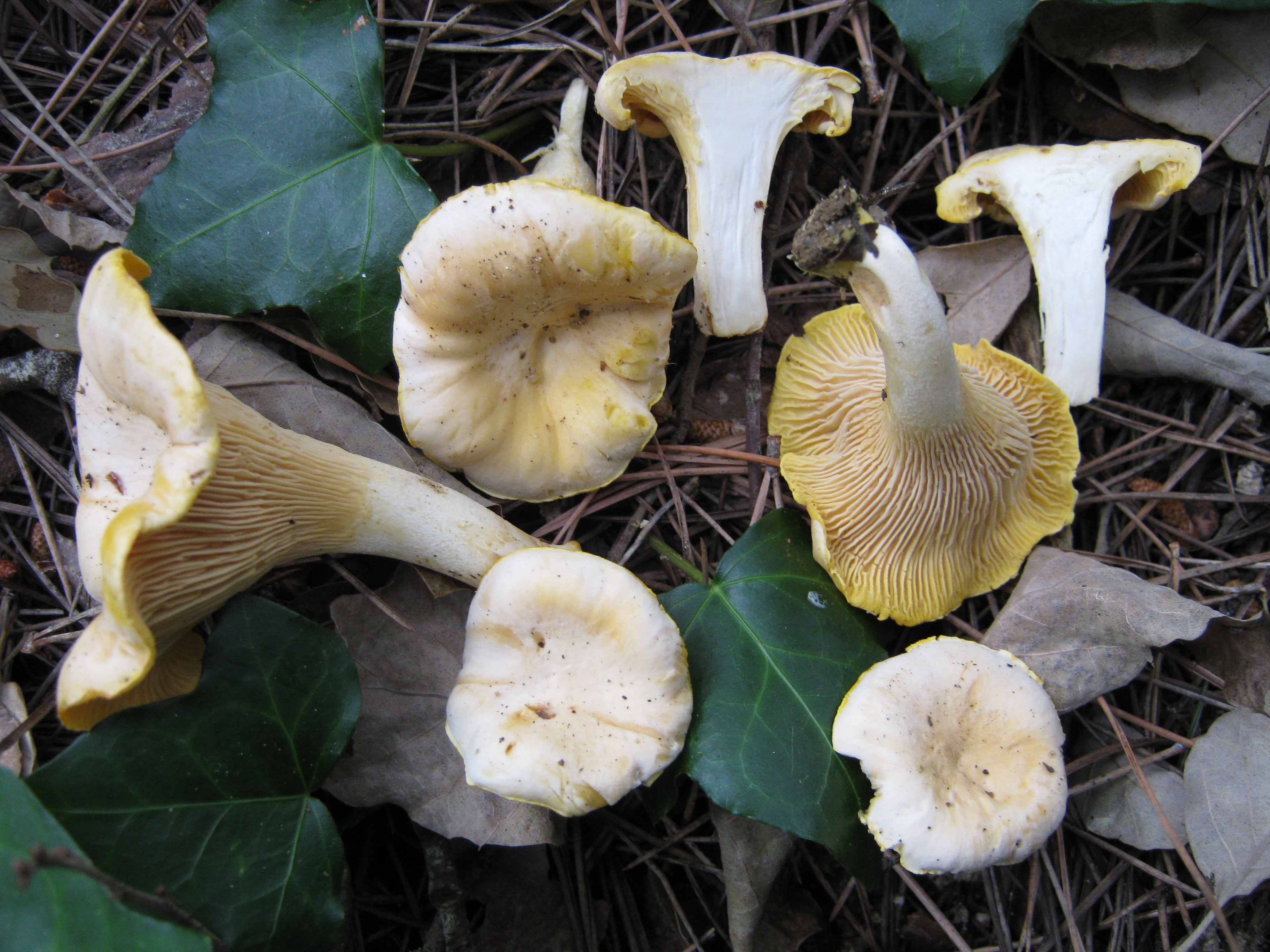
Cantharellus pallens
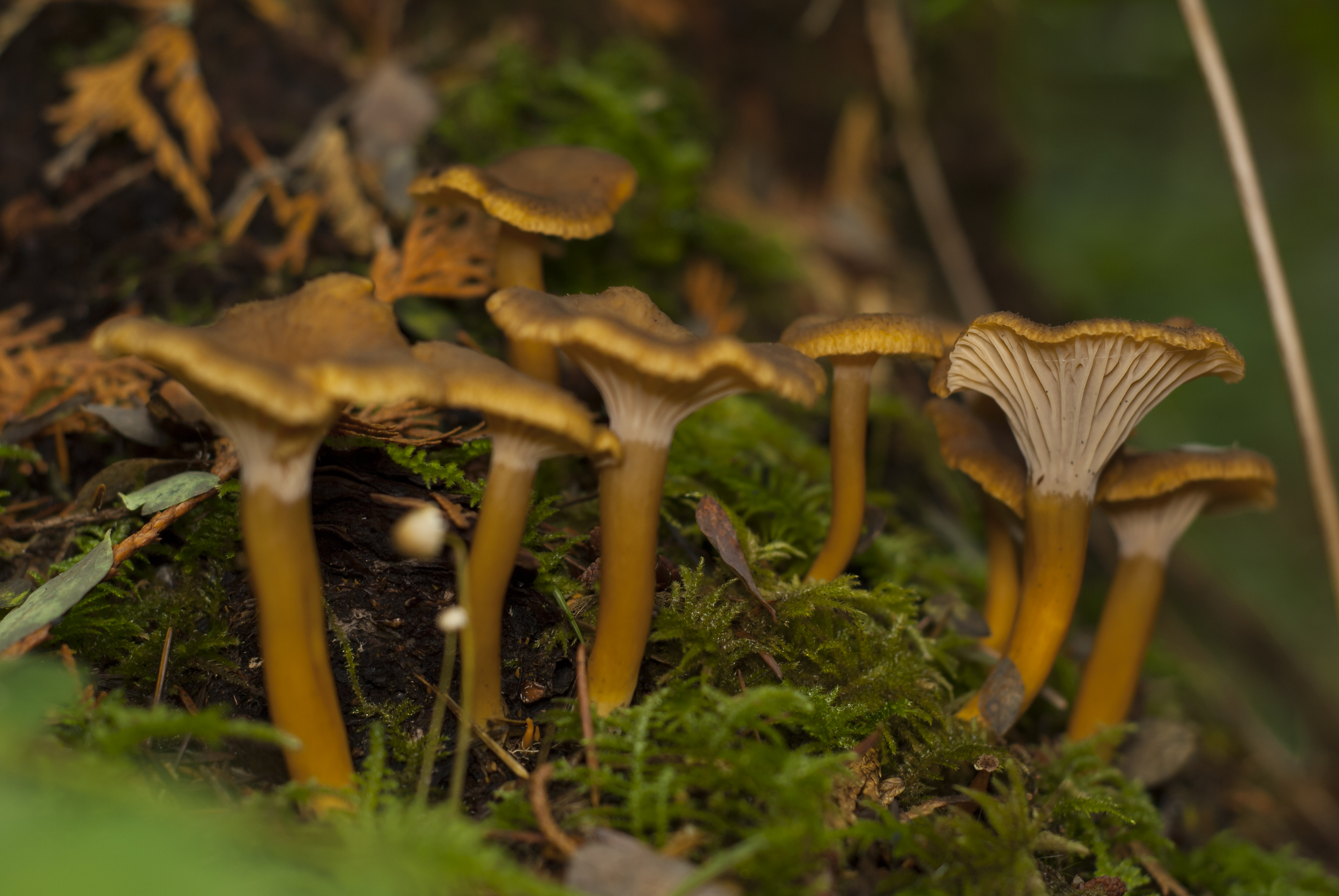
Craterellus lutescens
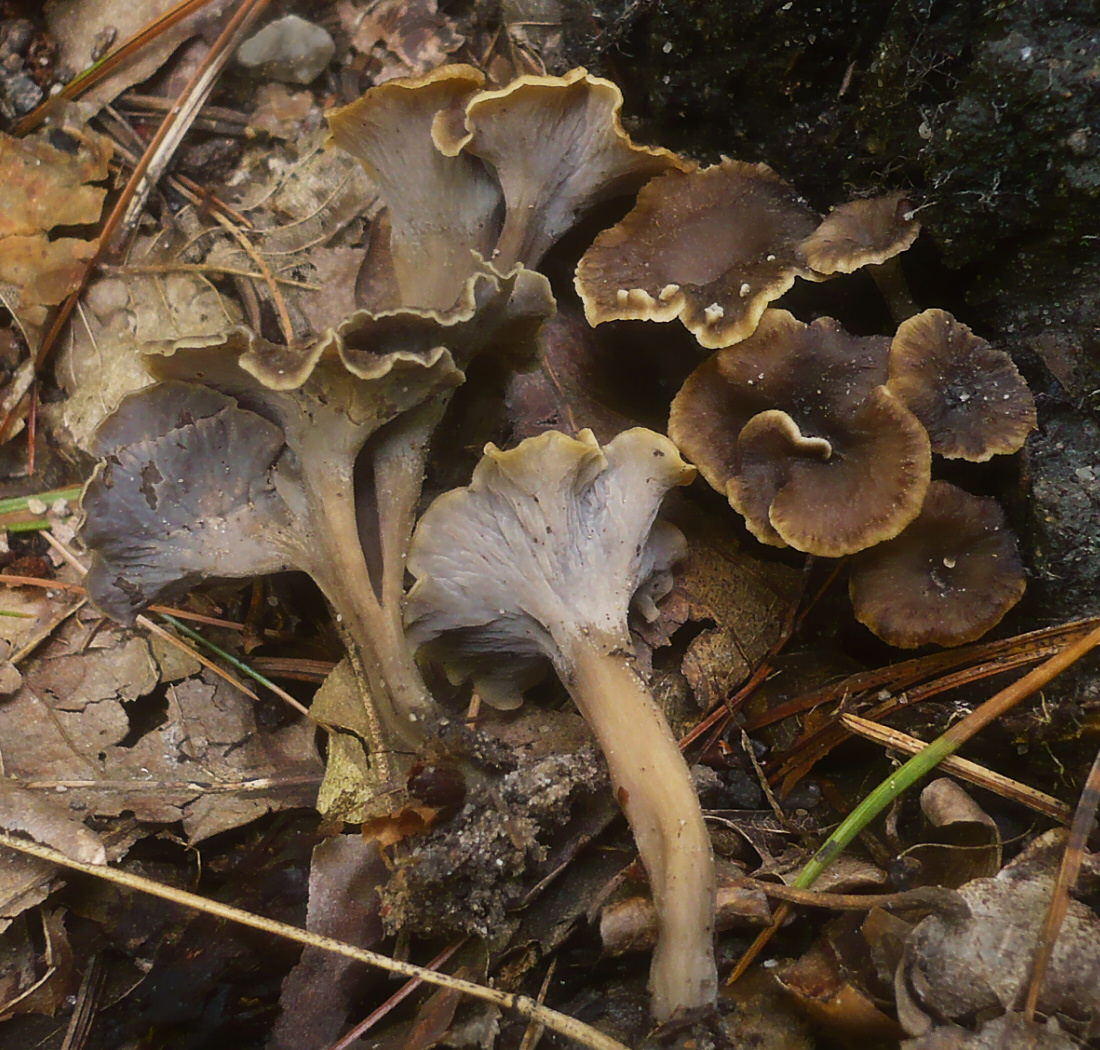
Craterellus sinuosus
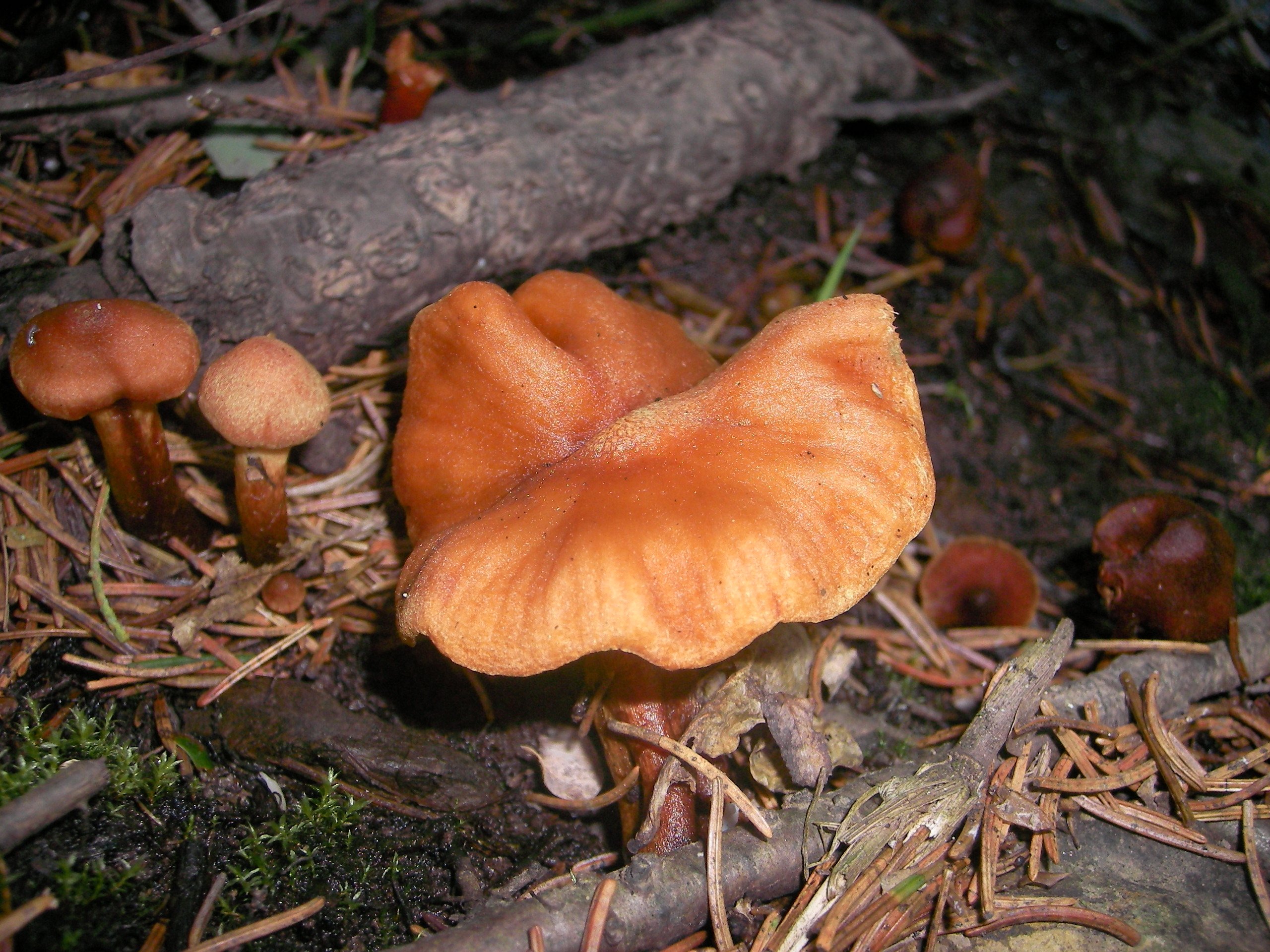
!!!Cortinarius-rubellus!!!

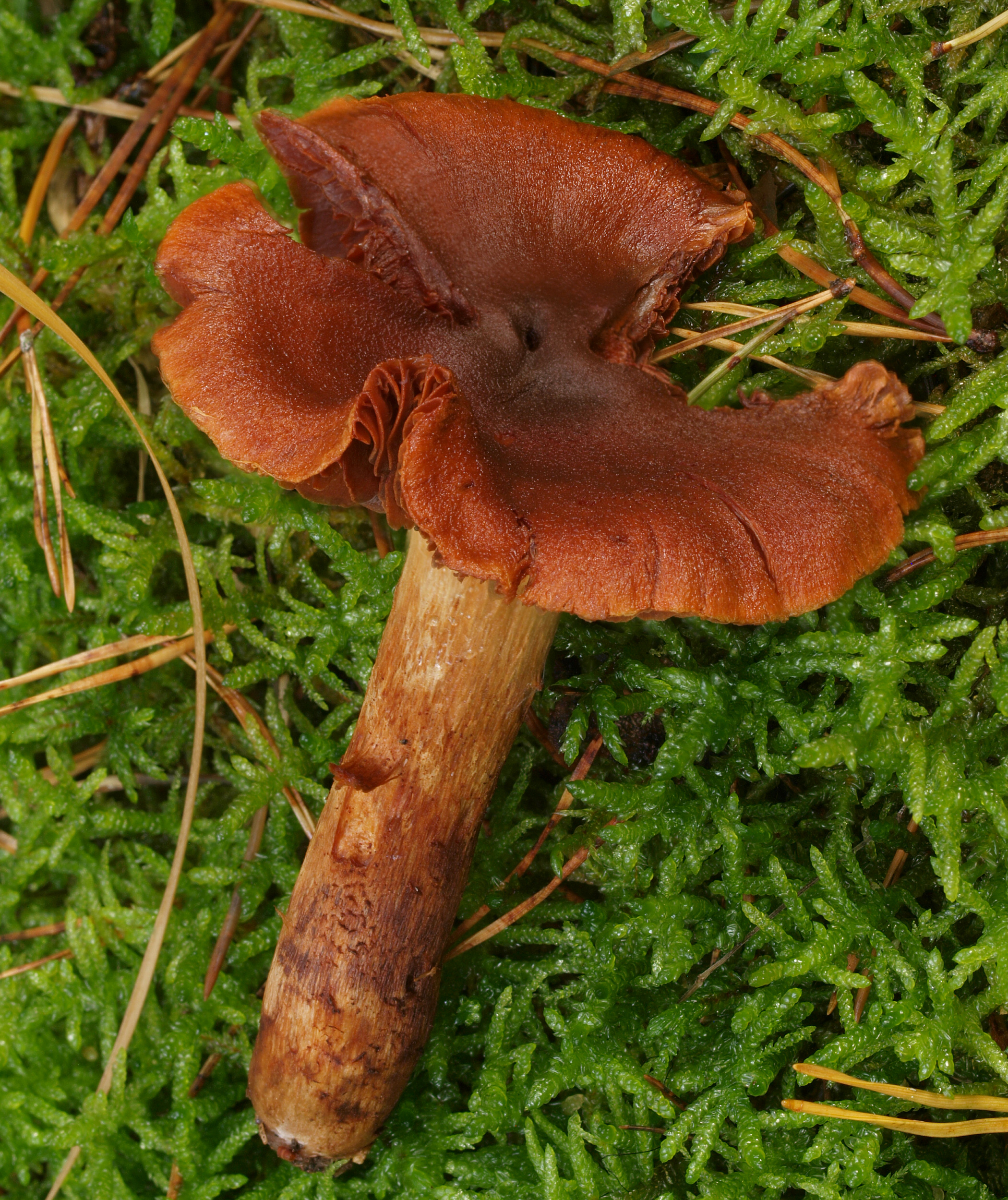
!!! Cortinarius orellanus !!!
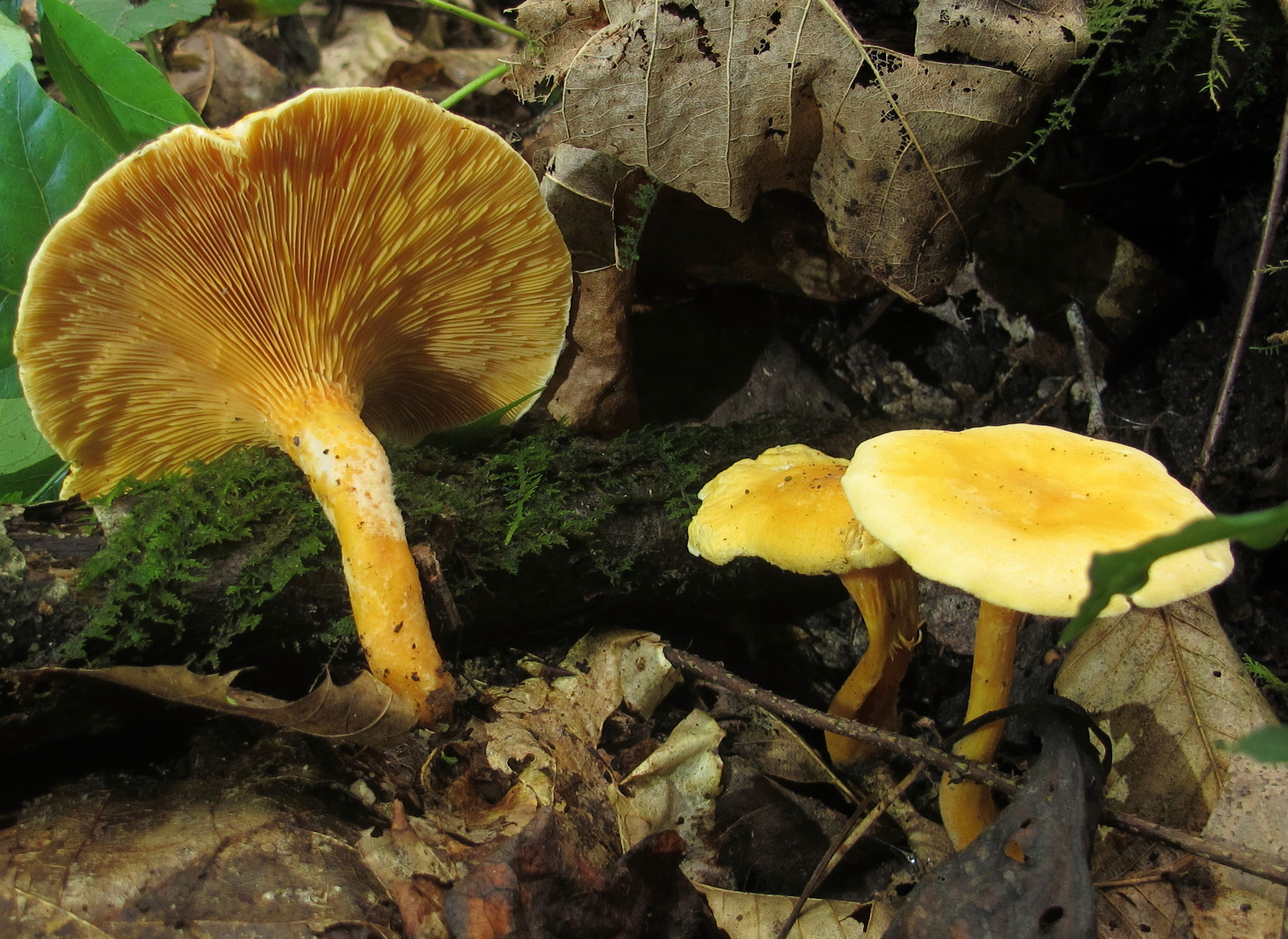
Hygrophoropsis aurantiaca
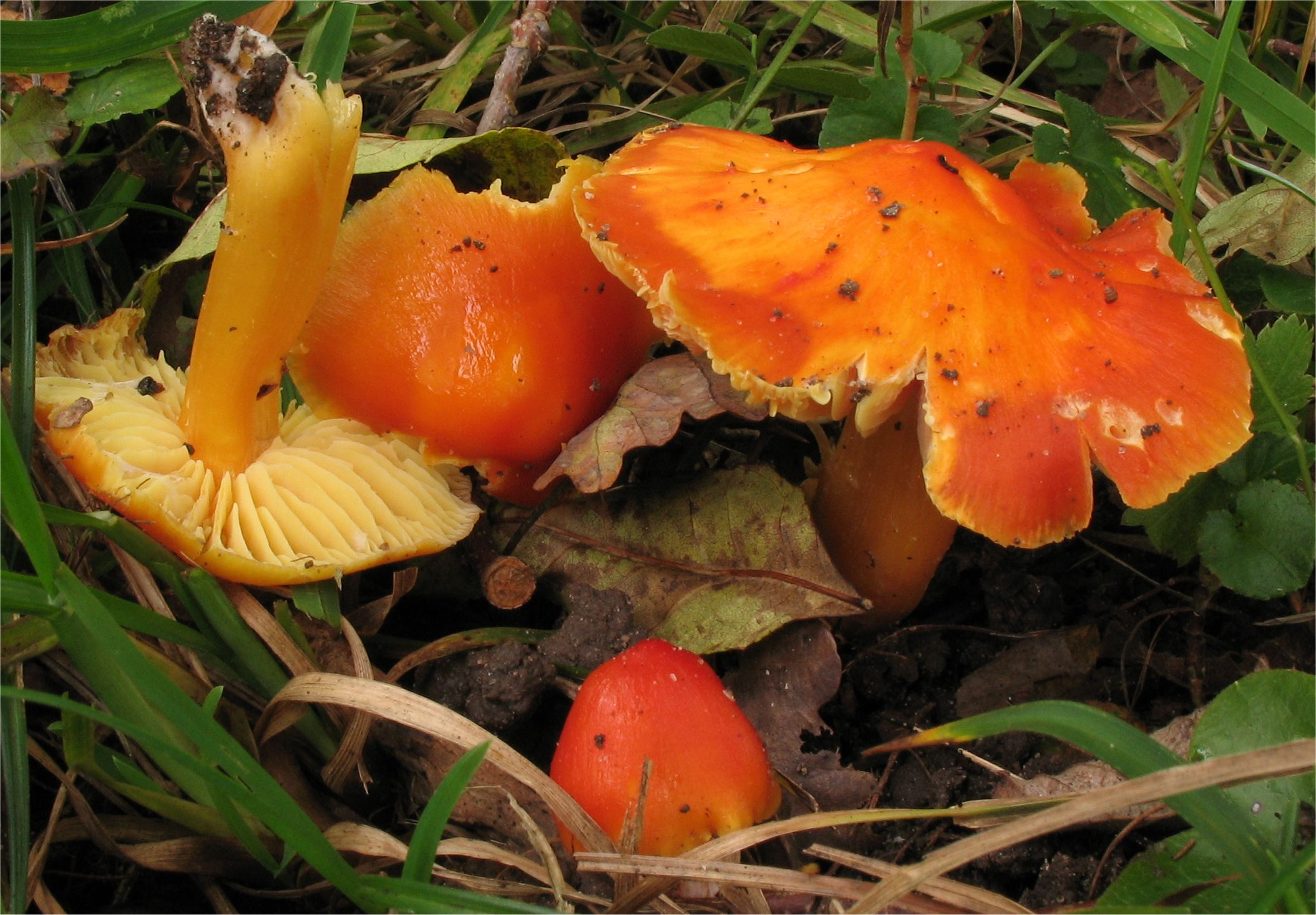
Hygrocybe aurantiosplendens
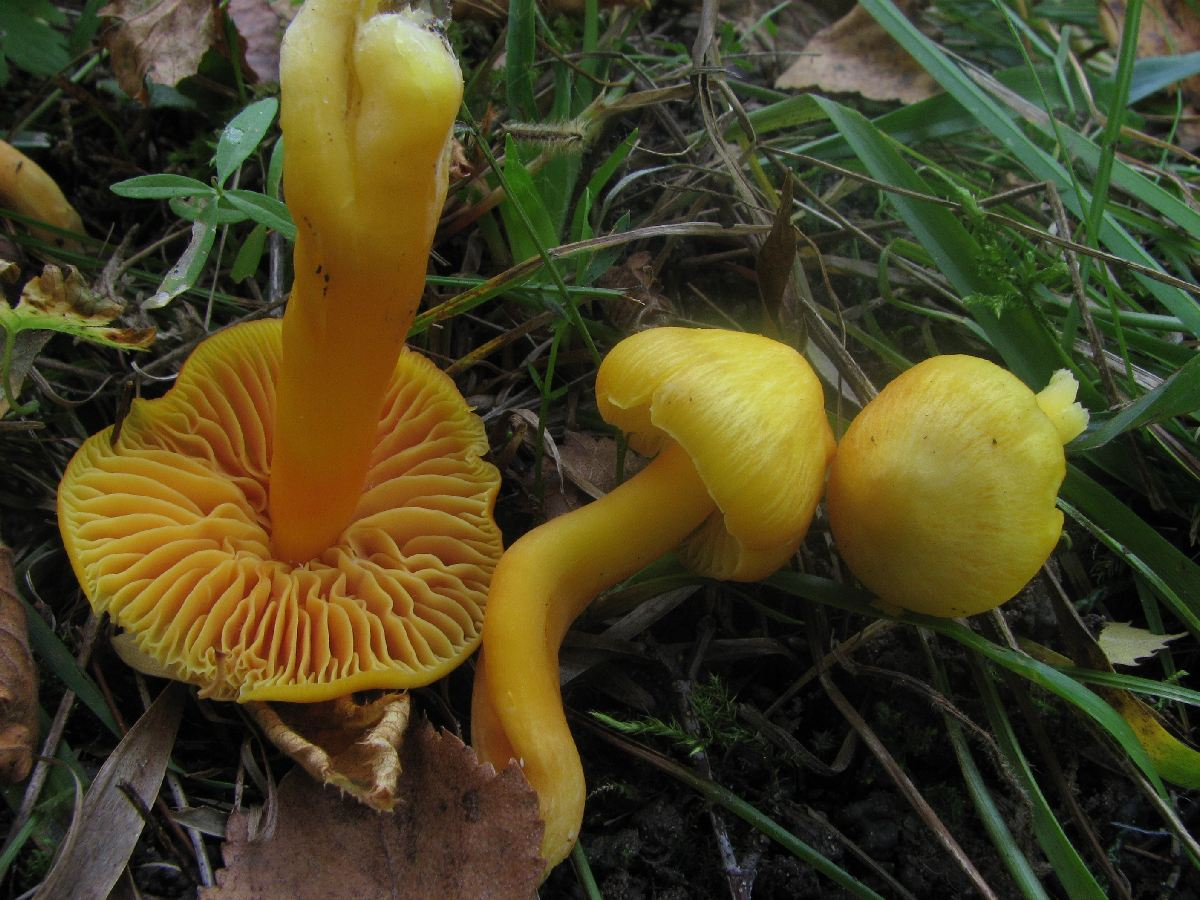
Hygrocybe quieta

## Valorificare

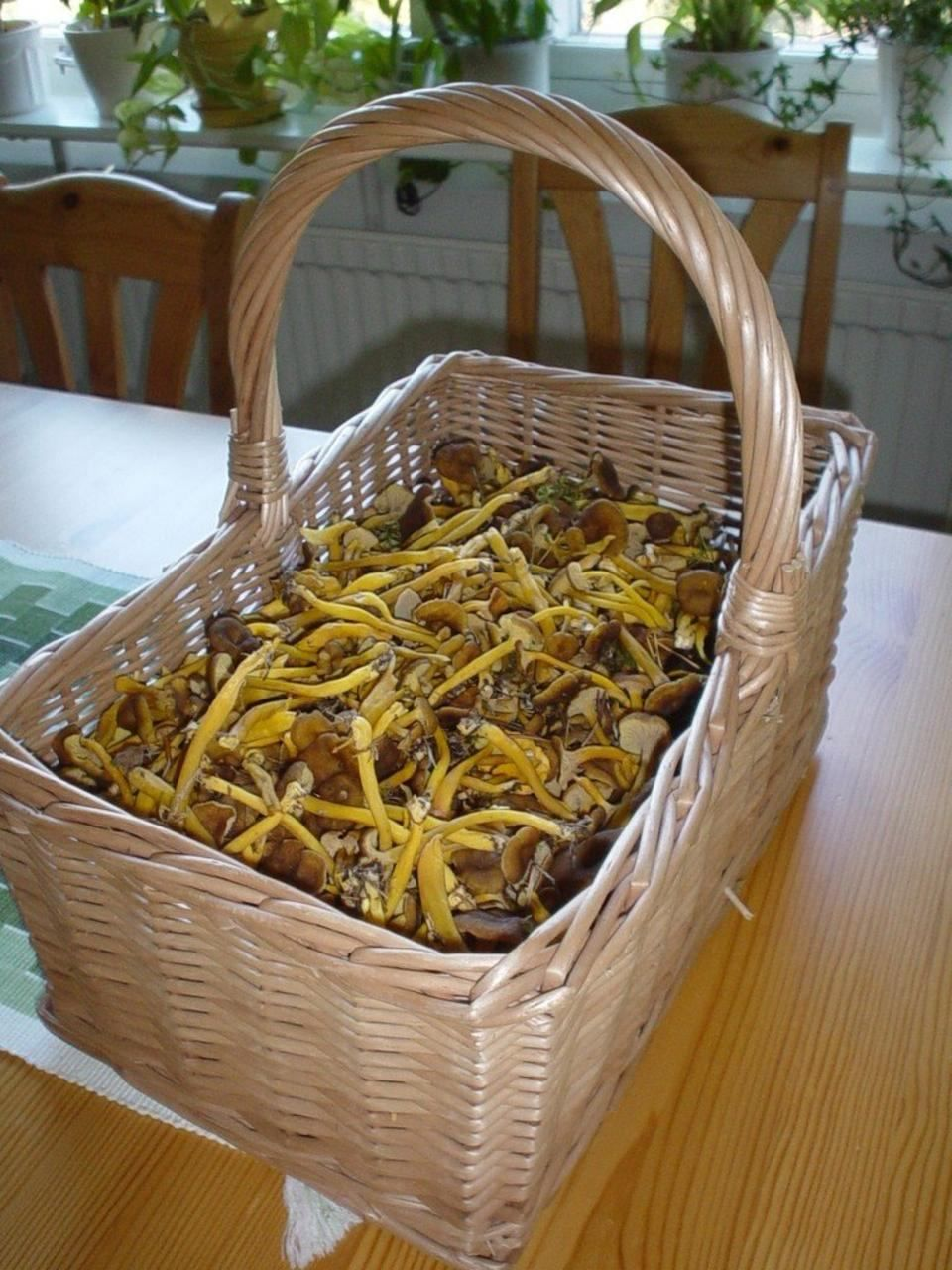
Trompeta căprioarei, recoltă

În bucătărie, această specie poate fi folosită ca gălbiorul. Trompeta căprioarei posedă în mod signifiant vitamina D.
Se aude din când în când, că gălbioarele și  trompeta căprioarei ar provoca simptome de natură gastrointestinală care includ greață și chiar vărsături. Dar ciupercile nu sunt toxice. Indispozițiile pot să apară datorită unui consum exagerat prin persoane cu probleme intestinale, pentru că ciuperca se digeră greu.